# Kajakarstwo na Letnich Igrzyskach Olimpijskich 1968 – K-2 500 m kobiet
K-2 500 m kobiet – jedna z konkurencji rozgrywanych w ramach kajakarstwa, podczas letnich igrzysk olimpijskich w 1968. Eliminacje odbyły się 22 października, repasaże przeprowadzono 24 października, a finał został rozegrany 25 października.
Do eliminacji zgłoszonych zostało 11 państw, z których każde reprezentowane było przez dwie zawodniczki. Z każdej rundy eliminacyjnej trójka duetów z najlepszymi czasami awansowała bezpośrednio do półfinału, pozostałe zaś przystąpiły do fazy rewanżowej, w której trójka najszybszych kajakarskich dwójek awansowała także do finału.
Zawody w tej konkurencji wygrały reprezentantki RFN Roswitha Esser i Annemarie Zimmermann. Drugą pozycję zajęły zawodniczki z Węgier Anna Pfeffer i Katalin Sági-Rozsnyói, trzecią zaś reprezentujące ZSRR Ludmiła Pinajewa i Antonina Sieriedina.

## Wyniki

### Eliminacje
Bieg 1
| Miejsce | Zawodniczki                               | Państwo           | Wynik   |
| ------- | ----------------------------------------- | ----------------- | ------- |
| 1.      | Roswitha Esser Annemarie Zimmermann       | RFN               | 1:59,50 |
| 2.      | Valentina Serghei Viorica Dumitru         | Rumunia           | 1:59,60 |
| 3.      | Ludmiła Pinajewa Antonina Sieriedina      | ZSRR              | 1:59,90 |
| 4.      | Sperry Rademaker Marcia Jones Smoke       | Stany Zjednoczone | 2:08,90 |
| 5.      | Claudia Hunt Betty-Anne Gowans            | Kanada            | 2:12,10 |
| 6.      | Ann Margarit Henningsen Angélica Zawadski | Meksyk            | 2:15,30 |

Bieg 2
| Miejsce | Zawodniczki                         | Państwo         | Wynik   |
| ------- | ----------------------------------- | --------------- | ------- |
| 1.      | Anna Pfeffer Katalin Sági-Rozsnyói  | Węgry           | 2:01,00 |
| 2.      | Anita Kobuß Karin Haftenberger      | NRD             | 2:02,80 |
| 3.      | Mieke Jaapies Tjeertje Bergers-Duif | Holandia        | 2:03,40 |
| 4.      | Lesley Oliver Barbara Mean          | Wielka Brytania | 2:06,50 |
| 5.      | Izabella Antonowicz Jadwiga Doering | Polska          | 2:06,80 |

### Repasaże
| Miejsce | Zawodniczki                               | Państwo           | Wynik   |
| ------- | ----------------------------------------- | ----------------- | ------- |
| 1.      | Izabella Antonowicz Jadwiga Doering       | Polska            | 2:03,48 |
| 2.      | Sperry Rademaker Marcia Jones Smoke       | Stany Zjednoczone | 2:04,54 |
| 3.      | Lesley Oliver Barbara Mean                | Wielka Brytania   | 2:06,31 |
| 4.      | Claudia Hunt Betty-Anne Gowans            | Kanada            | 2:07,88 |
| 5.      | Ann Margarit Henningsen Angélica Zawadski | Meksyk            | 2:10,11 |

### Finał
| Miejsce | Zawodniczki                          | Państwo           | Wynik   |
| ------- | ------------------------------------ | ----------------- | ------- |
| 01 !    | Roswitha Esser Annemarie Zimmermann  | RFN               | 1:56,44 |
| 02 !    | Anna Pfeffer Katalin Sági-Rozsnyói   | Węgry             | 1:58,60 |
| 03 !    | Ludmiła Pinajewa Antonina Sieriedina | ZSRR              | 1:58,61 |
| 4.      | Valentina Serghei Viorica Dumitru    | Rumunia           | 1:59,17 |
| 5.      | Anita Kobuß Karin Haftenberger       | NRD               | 2:00,18 |
| 6.      | Mieke Jaapies Tjeertje Bergers-Duif  | Holandia          | 2:02,02 |
| 7.      | Sperry Rademaker Marcia Jones Smoke  | Stany Zjednoczone | 2:02,97 |
| 8.      | Lesley Oliver Barbara Mean           | Wielka Brytania   | 2:03,70 |
| 9.      | Izabella Antonowicz Jadwiga Doering  | Polska            | 2:04,20 |